# الانتخابات الرئاسية الرواندية 2017
أُقيمت الانتخابات الرئاسية في رواندا بتاريخ 4 أغسطس 2017. أعيد انتخاب رئيس رواندا الحالي بول كاغامه لفترة رئاسية ثالثة مدتها سبع سنوات بعد حصوله على نسبة 98,79% من الأصوات.

## خلفية
تم إقرار تعديلات دستورية بعد عقد استفتاء الذي أجري عام 2015 الذي سمح للرئيس الحالي بول كاغامه الترشح لفترة ثالثة في انتخابات 2017، كما قصرت الفترات الرئاسية من سبع سنوات لتصبح خمسة إلّا أن التغيير الأخير لن يدخل حيز التنفيذ حتى عام 2024.

## النظام الانتخابي
ينتخب رئيس رواندا في دور واحد عبر نظام تصويت الأكثرية.

## المرشحون
أعلن كاغامه عن نيته الترشح لفترة رئاسية ثالثة في خطاب متلفز في بداية سنة 2016 قائلاً: «طلبتم مني قيادة البلاد من جديد بعد 2017. بإعطاء الأهمية والاعتبار التي تلحقونها بهذا أمكنني القبول. ولكن لا اعتقد أن ما نحتاجه هو قائد داخلي.» 
أعلن فيليب مبايامانا عن ترشحه للانتخابات الرئاسية كمرشح كمستقل في شهر فبراير 2017. وقد عمل مبايامانا كصحفي سابق وكاتب وعاش خارج البلاد منذ 1994، كما عمل في منظمات إنسانية عدة.
أعلنت امرأة الأعمال ديان رويغارا التي تبلغ من العمر 35 سنة عن ترشحها منتقدة كاغامه. تسربت صور عارية لرويغارا على الإنترنت بعد أيام من إطلاقها للحملة الانتخابية كمحاولة لتجريدها من مصداقيتها.
كما أعلن قائد حزب الخضر الديمقراطي الرواندي فرانك هابينيزا عن ترشحه.

## النتائج
| المرشح            | المرشح            | الحزب                    | الأصوات   | %     |
| ----------------- | ----------------- | ------------------------ | --------- | ----- |
|                   | بول كاغامه        | الجبهة الوطنية الرواندية | 6٬675٬472 | 98,79 |
|                   | فيليب مبايامانا   | مستقل                    | 49٬031    | 0,73  |
|                   | فرانك هابينيزا    | حزب الخضر الديمقراطي     | 32٬701    | 0,48  |
|                   |                   |                          |           |       |
| الأصوات الصالحة   | الأصوات الصالحة   | الأصوات الصالحة          | 6٬757٬204 | 99,82 |
| أصوات فارغة/باطلة | أصوات فارغة/باطلة | أصوات فارغة/باطلة        | 12٬310    | 0,18  |
| المجموع           | المجموع           | المجموع                  | 6٬769٬214 | 100   |
| مسجلة/مشاركة      | مسجلة/مشاركة      | مسجلة/مشاركة             | 6٬897٬076 | 98,15 |